# Ászár, Komárom-Esztergom
Ászár  este un sat în districtul Kisbér, județul Komárom-Esztergom, Ungaria, având o populație de 1.749 de locuitori (2011). 

## Demografie
Componența etnică a satului Ászár
     Maghiari (97,54%)
     Necunoscut (0,19%)
     Alții (2,27%)
Componența confesională a satului Ászár
     Romano-catolici (50,14%)
     Reformați (12,41%)
     Fără religie (8,06%)
     Luterani (5,2%)
     Necunoscută (23,5%)
     Alte religii (1,09%)
Conform recensământului din 2011, satul Ászár avea 1.749 de locuitori. Din punct de vedere etnic, majoritatea locuitorilor (97,54%) erau maghiari. Apartenența etnică nu este cunoscută în cazul a 0,19% din locuitori.  Din punct de vedere confesional, majoritatea locuitorilor (50,14%) erau romano-catolici, existând și minorități de reformați (12,41%), persoane fără religie (8,06%) și luterani (5,2%). Pentru 23,5% din locuitori nu este cunoscută apartenența confesională.